# Magrè sulla Strada del Vino
Magrè sulla Strada del Vino (Margreid an der Weinstraße in tedesco) è un comune italiano di 1 320 abitanti della provincia autonoma di Bolzano in Trentino-Alto Adige.

## Geografia fisica

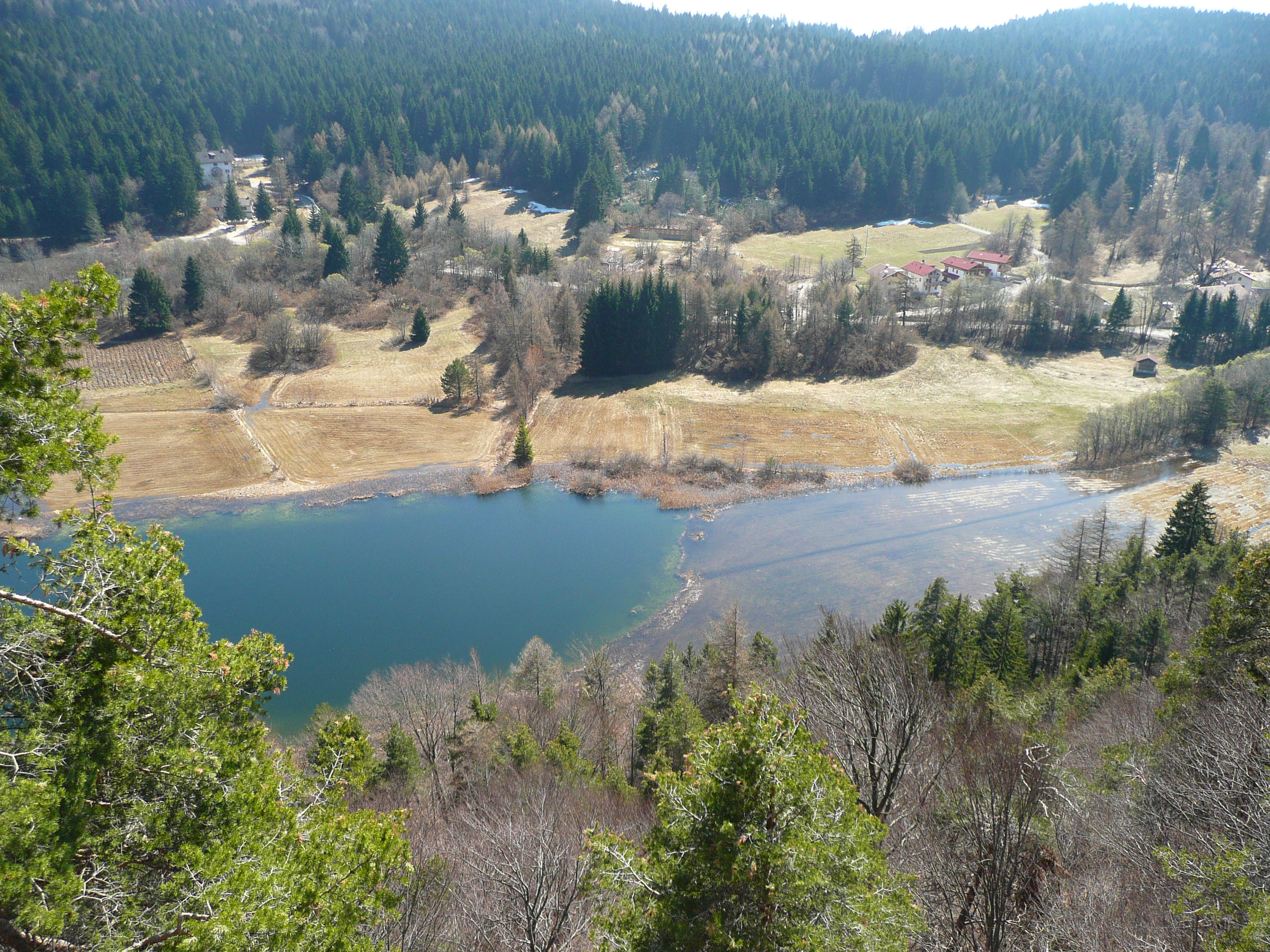
Il lago di Favogna

Appartiene al comprensorio Oltradige-Bassa Atesina. Nel 1946 è passato dalla provincia autonoma di Trento alla provincia autonoma di Bolzano, in seguito all'accordo De Gasperi-Gruber.
Nel suo territorio si trova il lago di Favogna.

## Origini del nome
Il toponimo è attestato come Margretum nel 1181., e già nel 1215 è menzionata nei documenti con il nome italiano di "Magrè". Il toponimo deriva probabilmente dal tedesco Margrid e Margreit, i quali compaiono in atti, per la prima volta, nel 1292. La forma attuale del toponimo è attestata nel 1409 quale Margreid.
Fino al 1971 si il comune è chiamato Magrè all'Adige/Margreid.

## Storia
Magrè viene citata ufficialmente la prima volta nel 1181, sotto il nome di Margretum. Nel 1640 apparteneva alla parrocchia di San Floriano, oggi nel comune di Egna, al di là del fiume Adige. Magrè appartenne fino al 1913 alla giurisdizione di Caldaro e dal 1º gennaio 1914 alla Corte distrettuale di Neumarkt (l'attuale paese di Egna) in Tirolo meridionale. Il borgo ha fatto poi parte integrante, fino alla fine della prima guerra mondiale, del distretto di Bolzano.
A Magrè nacque e morì il pittore Karl Anrather (1861-1893).
Dall'agosto 2010, i vigili del fuoco volontari locali, che sono presenti in loco dal 1886, hanno una nuova sede scavata nella roccia delle pareti di Favogna, ad opera di due giovani architetti di Bressanone, Gerd Bergmeister e Michaela Wolf.

### Simboli
È l'insegna della famiglia Ob der Platten vissuta nel villaggio fino al 1511. Lo stemma, adottato il 7 novembre 1968, apparve come sigillo nel 1780.

## Monumenti e luoghi d'interesse
- Chiesa di Santa Geltrude a Magrè; costruita nel 1618, quando la vecchia chiesa parrocchiale in stile gotico, che non offriva più spazio sufficiente, fu demolita. La prima testimonianza della vecchia chiesa è del 1343, confermata nel 1370. Nel 1513-14, la torre della chiesa parrocchiale è elevata di due piani e sono rifatti i pavimenti.
- Chiesa di San Leonardo a Favogna di Sotto

## Società

### Ripartizione linguistica
La sua popolazione è in maggioranza di madrelingua tedesca:
| %      | Ripartizione linguistica (gruppi principali) |
| ------ | -------------------------------------------- |
| 83,35% | madrelingua tedesca                          |
| 16,35% | madrelingua italiana                         |
| 0,27%  | madrelingua ladina                           |

Secondo il censimento del 1900, circa il 24% della popolazione era italiana.

### Evoluzione demografica
Abitanti censiti

## Infrastrutture e trasporti
Il paese si trova lungo la strada del vino dell'Alto Adige, un percorso pubblicizzato con appositi cartelli, lungo il quale insistono valori naturali, culturali e ambientali, vigneti e cantine di aziende agricole singole o associate aperte al pubblico. Accanto a questa, transita la ciclabile dell'Oltradige.
A Magré si trova anche la stazione ferroviaria della linea del Brennero.

## Amministrazione
| Periodo  | Periodo | Primo cittadino    | Partito | Carica  | Note |
| -------- | ------- | ------------------ | ------- | ------- | ---- |
| nel 1990 |         | Arnold Stimpfl     |         | Sindaco |      |
| 2005     | 2020    | Theresia Degasperi | SVP     | Sindaco |      |
| 2020     |         | Andreas Bonell     | SVP     | Sindaco |      |